# Аксаит
Аксаи́т (Аксайи́т) (от названия местности) — редкий минерал из класса боратов, водный магниевый борат. Химическая формула: МgB6O10·5H2O. Обнаружен в 1902 году. Кристаллизуется в ромбической сингонии. Крупные (максимально до 1.5 см) кристаллы имеют бледно-серый цвет, мелкие — бесцветны. Твёрдость по шкале Мооса 2,5; плотность 2,01 г/см3. Встречается в галогенных осадочных породах. В Казахстане открыт одним из первых среди мало распространённых минералов.